# Nodding Acquaintance EP
Albums de Enter Shikari
Sorry You're Not a Winner EP
(2003)
Nodding Acquaintance EP est le premier EP du groupe anglais de post-hardcore Enter Shikari, publié en 2003 et auto-produit.
Il était vendu pendant les concerts ou sur leur site web.

## Liste des chansons
Toute la musique est composée par Enter Shikari.
| No | Titre                 | Durée |
| -- | --------------------- | ----- |
| 1. | Nodding Acquaintance  | 4:06  |
| 2. | Score 22              | 4:50  |
| 3. | This Frozen Landscape | 5:11  |